# Stanley Kwan
Stanley Kwan (Hong Kong, 9 ottobre 1957) è un regista e produttore cinematografico cinese.
È uno dei pochi registi asiatici apertamente omosessuali.

## Biografia
Stanley Kwan è cresciuto ad Hong Kong dove si è diplomato in Scienze della Comunicazione presso il Baptist College. Le sue prime apparizione nel mondo dello spettacolo avvengono nel campo televisivo presso la Television Broadcasts Limited, rete televisiva commerciale nota anche come TVB.
Ben presto inizia ad operare come produttore cinematografico, dapprima come collaboratore di alcuni registi della new wave di Hong Kong, movimento cinematografico guidato da Tsui Hark.
Nel 1985 ha debuttato come regista. Il suo primo film è stato Nu ren xin con Chow Yun-Fat. L'anno seguente ha girato Love unto waste, presentato al Festival di Locarno.
Con la direzione di Rouge del 1987 esordisce nel circuito cinematografico internazionale.
Nel 1991 sbarca al Festival di Berlino con Center Stage. Alla rassegna cinematografica tedesca il suo film vince l'Orso d'argento per la migliore attrice attribuito alla protagonista Maggie Cheung.
Nel 1994 dirige Red Rose White Rose tratto da un romanzo di Eileen Chang.
Nel 1996 dopo aver fatto coming out ha realizzato Yang ± Yin, un documentario in lingua cinese a tematica LGBT. In tal modo diviene uno dei rari registi asiatici ad essersi dichiarato omosessuale e ad aver realizzato pellicole sul tema dell'omosessualità.
Al Festival di Berlino del 1997 porta Hold You Tight e vince due premi: l'Alfred Bauer, nella sezione dedicata alle nuove proposte e il Teddy Award come Miglior Film ispirato all'omosessualità.
Nel 2001 ha girato Lan Yu un film drammatico, interpretato da Hu Jun, Liu Ye e Li Huatong e tratto da Beijing Story, un romanzo di Tongzhi e racconta la complessa storia d'amore tra un giovane industriale pechinese e Lan Yu, un adolescente che si prostituisce per necessità economica. La pellicola venne ufficialmente selezionata per il Festival di Cannes del 2001 nella sezione Un Certain Regard.
Alla 62ª Mostra internazionale d'arte cinematografica di Venezia del 2005 ha portato il lungometraggio Changhen G.

## Filmografia
- Nu ren xin (1985)
- Love Unto Waste (1986)
- Rouge (1987)
- Full Moon in New York (1989)
- Too Happy for Words (1992)
- Centre Stage, o The New China Woman o Actress (1992)
- Red Rose White Rose (1994)
- Yang ± Yin: Gender in Chinese Cinema (1996)
- Hold You Tight (1997) (Teddy Award in 1998)
- Still Love You After All These (1997)
- The Island Tales (1999)
- Lan Yu (2001)
- Everlasting Regret (2005)
- Showtime (2010)
- First Night Nerves (2018)